# Treter (herb szlachecki)

Herb Treter

Treter (Szreniawa III, Śreniawa III bez krzyża) – polski herb szlachecki z nobilitacji, odmiana herbu Szreniawa.

## Opis herbu
Opis z wykorzystaniem klasycznych zasad blazonowania, według dokumentów potwierdzających szlachectwo Treterów z 1902 roku:
W polu czerwonym rzeka srebrna. Klejnot: nad hełmem, w koronie smok zielony ziejący ogniem. Labry czerwone, podbite srebrem.
Tadeusz Gajl podał smoka czarnego.

## Najwcześniejsze wzmianki
Swoistym protoplastą herbu był znak używany na pieczęci przez Tomasza Tretera (herb mieszczański). Znak ten wyobrażał skrzydlatego węża, owiniętego wokół krzyża tau (Wąż Miedziany). Znak ten znany jest m.in. z odcisków pieczętnych z lat 1569, 1604 oraz superekslibrisów Tomasza Tretera z 1595 roku. Starsza literatura przekazywała informację, jakoby smoka w herbie miał otrzymać razem z nobilitacją Tomasz Treter w czasie jego pobytu w Rzymie. Smok (Draco) miał zostać wzięty z herbu rodziny Boncompagni, z której pochodził ówczesny papież Grzegorz XIII. Jednakże Justyna Kiliańczyk-Zięba w 2023 roku podała te przekazy w wątpliwość wskazując, że Tomasz Treter znakiem smoka posługiwał się jeszcze przed swoim pobytem w Rzymie, w roku 1612 podawano go jako członka stanu plebejskiego oraz nie zachowały się żadne dokumenty nobilitacyjne.
Potwierdzoną źródłowo nobilitację 30 września 1669 roku otrzymał Maciej Kazimierz Treter z herbem własnym Treter, który wyobrażać miał na tarczy smoka (barwy nieokreślone), zaś w klejnocie czarnego orła w koronie. 26 kwietnia 1670 roku Kazimierz Treter z braćmi Szymonem i Bernardem adoptowani zostali do herbu Szreniawa przez rodzinę Lubomirskich. Wreszcie w 1673 roku Bernard, a w 1676 roku Maciej i Szymon uzyskali ponownie nobilitację z herbem będącym kompilacją dwóch poprzednich. Szreniawę umieszczono w polu tarczy, zaś smoka umieszczono w klejnocie. W tekście nobilitacji zaznaczono, że smok to pamiątka adopcji Tomasza Tretera do herbu Boncompagnich przez Grzegorza XIII.
Zdawkowy opis słowny herbu Treter zamieszczono w Zbiorze nazwisk szlachty (wydanie z 1805 roku) Piotra Nałęcza-Małachowskiego. Stwierdzono tam, że rodzina Treter, nobilitowana w 1669 roku, używała przydomku Lubomir i herbu Szreniawa bez krzyża Trach czyli Smok w hełmie.
Opis herbu i inne informacje zaczerpnięte od Małachowskiego powtórzono następnie w wydaniu herbarza Kaspra Niesieckiego z 1842 roku i opracowaniu Żernickiego z 1900 roku.
Herb wymieniony został w herbarzu szlachty galicyjskiej Hefnera z 1863 roku pod nazwą Śreniawa.
Pełne wizerunki barwnego herbu Treterów znane są z dokumentów potwierdzających szlachectwo Jana Henryka Tretera z 21 stycznia 1902 roku oraz Jana Juliana Tretera i Zofii, Amelii, Wandy Józefy Marii i Marii Julii Treter z 14 marca 1902 roku. Uszczegółowiono tutaj barwy smoka dając mu kolor zielony zaś płomieniowi czerwono-żółty. W dokumentach tych określono herb jako Szreniawa III czyli Szreniawa bez krzyża, a na hełmie smok. Taka też wersja herbu znalazła się w herbarzu Siebmachera z 1905 roku. Określono go tam jako Śreniawa III bez krzyża. Autor podaje także informację, że z rodziny tej Aleksander-Stanisław Treter von Lubomierz w 1828 i Wiktoryn-Baltazar w 1850 roku uzyskali potwierdzenie szlachectwa w Galicji.

## Herbowni
Według Tadeusza Gajla, który listę herbownych skompilował m.in. na podstawie wcześniej wymienionych klasycznych herbarzy, uprawnionymi do używania tego herbu były rodziny o nazwiskach: Treter (Tretter) i Lubomirz (przydomek).